# Rampa do Caim
A Rampa do Caim é uma das principais elevações existente no território do Parque Nacional da Chapada Diamantina (PARNA-CD), próximo ao povoado de Igatu, na cidade brasileira de Andaraí, região central do estado da Bahia, sendo um dos mais visitados mirantes de onde se vislumbra o vale criado pelo encontro do rio Paraguaçu com o rio Pati.
O lugar é propício para o visitante do PARNA-CD ter uma ideia da imensidão representada pelo Vale do Pati, uma das atrações aos praticantes do trekking.

## Acesso
Para se chegar à Rampa é necessário seguir por uma trilha com cerca de sete quilômetros e meio a partir do povoado de Igatu, passando por um caminho relativamente fácil mas com pontos sobre pedras, de forma que é necessária a presença de um guia para indicar o melhor trajeto, no qual, entre outras coisas, passa-se pelo povoado de Antônio Martim abandonado pelos antigos garimpeiros que ali deixaram construções feitas em pedra.
Não existe controle dos visitantes, nem sinalização ao longo do percurso, e os resquícios de habitação que são visíveis no lugar dão conta também de seu interesse arqueológico, além de integrarem a paisagem.

## Geologia
A formação é assim definida, pelo geólogo e professor da Universidade Federal da Bahia, Ricardo Fraga Pereira: "O geossítio se insere nas litologias Mesoproterozoicas da Formação Tombador, Grupo Chapada Diamantina, representada por arenito bastante silicificado, um quartzo-arenito com níveis de arenitos conglomeráticos sendo um local com afloramentos predominantes em córregos ao longo da trilha (...) Nas escarpas e paredões ao longo do trajeto é possível observar as estruturas primárias estratos e estratificações cruzadas do arenito Tombador".